# Graviton
Gravitonul este o particulă elementară ipotetică; în contextul teoriei cuantice a câmpului, el ar media interacțiunea gravitațională, la fel cum fotonul mediază interacțiunea electromagnetică. Caracteristica de forță atractivă cu rază infinită de acțiune a interacțiunii gravitaționale și faptul că sursa acesteia este, conform teoriei relativității generale, tensorul energie-impuls, sugerează că gravitonul ar trebui să fie un boson cu masă zero și spin 2. Gravitonii au fost studiați în anii 30 de către Matvei P. Brtonștein, iar în anii de după război de către D.D. Ivanenko, A.A. Sokolov, John A. Wheeler, Kip Thorne și alții.